# Transpozicija velikih krvnih sudova
Transpozicija velikih krvnih sudova (skraćeno TGV od engleske reči transposition of the great vessels) je urođena nepodudarnost komora i velikih krvnih sudova (pre svega aorte i plućne arterije) i najčešći uzrok neonatalne cijanoze. Osnovna karakteristika ove anomalije koja čini 5% svih urođenih srčanih mana je da aorta izlazi iz desne komore, a plućna arterija iz leve (ventrikulo-arterijska diskordanca).

## Istorija
Transpozicije velikih krvnih sudova bez urođenog spoja završavale su smrću unutar prvih tnedelja života sve do 1966. kada je Rashkind obavio prvu atrioseptostomiju (kojom se odlaže neposredne životna ugroženost kod velikog broja novorođenčadi). 
Konačne operacije za navedenu grupu srčanih anomalija počele su da se izvode desetak godina kaksnije, kada je preusmeravanje krvi na nivou velikih arterija (engl. arterial switch operation — ASO) uveo Jatene 1975. godine. Ovaj zahvat, danas je standard za jednostavne transpozicije ili one s urođenim komorskim defektom septuma. Ova oreracija, koja se obavlja se u prve dva nedelje života novorođenčeta, izvode se tako: da se zamene mesta plućne arterije i aorte sa reimplantacijom koronarnih arterija.

## Fiziologija
Desna srčana komora prvo prima sistemsku vensku krv, a potom vraća kiseonikom siromašnu vensku krv u aortu i sistemski arterijski krvotok. Sa druge strane, leva srčana komora prima kiseonikom bogatu krv iz pluća preko plućnih vena i leve pretkomore, a preko plućne arterije vraća je u plućnu cirkulaciju. 

## Genetika
Transpozicija velikih krvnih sudova nije povezana sa sindromima ili hromozomskim anomalijama pa se samim tim smatra da nije nasledna. Dva puta češće oboleva muškarci od žena.

## Patofiziologija
Iz leve komore izlazi plućna arterija, a iz desne aorta. Gledajući iz sagitalne ravni, aorta leži ispred plućne arterije. Pretkomore su u fiziološkom odnosu s komorama. Ukoliko uz postojeću transpoziciju nema dodatnih anomalija, onda je riječ o jednostavnom obliku TGA. Mada, transpozicija velikih krvnih sudova može biti udružena s anomalijom poput komorskog ili ventrikularnog septalnog defekta (skraćeno VSD) u 45% slučajeva, opstrukcijom izlaznog trakta leve komore u 25%, ili koarktacijom aorte u 5% slučajeva. 
Kod bolesnika sa transpozicijom velikih krvnih sudova funkcija sistemskog i plućnog krvotok je narušena. Naime kod izolovane transpozicije velikih krvnih sudova plućna i sistemska cirkulacija su paralelne (a ne normalno u seriji) i ne postoji mogućnost da se krv bogata kiseonikom dopremi tkivima, što rezultuje cijanozom, izraženom acidozom i miokardnom ishemijom. Nedostatak adekvatnog mešanja krvi može dovesti do smrti već tokom prva 24 sata života novorođenčeta. Preživljavanje bolesnika sa transpozicijom velikih krvnih sudova zavisi od stepena mešanja krvi između sistemske i pulmonalne cirkulacije.
Preživljenje ovih bolesnika je moguće samo ako postoji udružena anomalija poput kretanja krvi u području foramena ovale uz perzistentni ductus Botalli ili komorskog septalnog defekta. Dok postoji mogućnost protoka krvi kroz foramen ovale i ductus Botalli, dosta venske krvi prelazi iz aorte u pluća, tako da arterijske krvi iz pluća i leve pretkomore dospeva u sistemski krvotok. Takođe, komorski septalni defekt može omogućiti bolje mešanje venske i arterijske krvi, ali uz veću opasnost od brzog razvoja plućne hipertenzije i insuficijencije srca. 
Ukoliko ne postoji urođeni spoj potrebno je odmah po rođenju intervencijskom kateterizacijom srca stvoriti taj spoj u području pretkomora proširenjem foramena ovale balonom (atrioseptostomija po Rashkind-u)  U protivnom kod nelečenih bolesnika normalan fiziološki proces zatvaranja ovalnog foramena i duktusa rezultira smrtnim ishodom kod 90% bolesnika tokom prvih 6 meseci života.

## Dijagnoza
Pojava cijanoze ubrzo nakon rođenja je inicijalni nalaz kod bolesnikaa sa transpozicijom velikih krvnih sudova. Parcijalni pritisak kiseonika u arterijskoj krvi (pO2) je nizak i ne raste pri udisanju 100% kiseonika (hiperoksični test). 
Radiografia srca i pluća
Rendgen srca i pluća prikazuje suženje superiornog medijastinuma, koje je uzrokovano anteroposteriornim odnosom aorte i plućne arterije. 
Ehokardiografija
Danas je 2-D i dopler ehokardiografija zamenili kateterizaciju srca kod bolesnika sa izolovanom transpozicijom velikih krvnih sudova i transpozicijom udruženom sa defektom ventrikularnog septuma. Ehokardiografijom je moguće prikazati proksimalni deo koronarnih arterija, tako da kateterizaciju srca treba uraditi samo ako postoji sumnja na anomalno ishodište koronarnih arterija (što se viđa kod 10—15% bolesnika).

## Terapija

### Suportivna i medikamentna terapija
Suportivne mere i medikamentna terapija
Kada se posumnja na transpoziciju velikih arterija, odmah treba započeti sa infuzijom prostaglandina E1 da bi se održala prohodnost duktus arteriozusa i popravila oksigenaciju. Bolesnikaa treba utopliti jer hipotermija dodatno produbljuje metaboličku acidozu nastalu hipoksijom. Takođe je neophodna brza korekcija acidoze i hipoglikemije.
Balon atrijalna septostomija (Rashkind)
Naredna mera je Rashkindova atrijalna septostomija, koju treba sprovesti kod svih pacijenata ako ne postoje uslovi za brzu hiruršku intervenciju. Ovom
procedurom se postiže adekvatno mešanje između sistemske i pulmonalne cirkulacije. 

### Hirurški tretman
Bazični princip definitivnog tretmana je kreiranje cirkulacije u seriji umesto dve paralelne cirkulacije. To se može postići ukrštanjem cirkulacije ili na atrijalnom nivou (Senningova operacija) ili na nivou velikih krvnih sudova. Atrijalni switch je procedura koja je veoma uspešno primenjivana kod bolesnika starijih od 6 nedelja tokom dugog niza godina (rano preživljavanje u oko 90% slučajeva). 
Procedura podrazumeva dosta rada na pretkomorama i često je praćena kasnim komplikacijama (bolest sinusnog čvora sa tahiaritmijama ili bradiaritmijama, atrijalni flater, iznenadna smrt). 
Anatomska korekcija (arterijski switch) podrazumeva transekciju aorte i trunkusa arterije pulmonalis. Nakon pažljive eksploracije koronarne anatomije, ostijumi koronarnih arterija se ekscidiraju sa dugmetom okolnog aortnog tkiva i reimplantiraju u neoaortu (slika 75). Pri reimplantaciji koronarnih arterija ne sme biti angulacija, kinkinga ili tenzije. Anatomsku korekciju je najbolje uraditi tokom prve dve nedelje života, pre nego masa leve komore postane neadekvatna da podrži sistemsku cirkulaciju. Za ovu operaciju postoji kriva učenja, a centri sa iskustvom objavljuju rani mortalitet od 2 do 5%. Rezultati srednjeg i dugog praćenja pacijenata kod kojih je urađena anatomska korekcija ukazuju na normalnu veličinu i funkciju leve komore, a testovi opterećenja su normalni
Neopulmonalna arterija (iz koje su ekscidirane koronarne arterije) se reparira perikardijalnim patchom. Pre izvođenja anastomoze neoaorte sa distalnom aortom najčešće se izvodi Lecompte manevar (pulmonalna bifurkacija se dovede u poziciju ispred aorte), čime je olakšana direktna anastomoza između proksimalne plućne arterije i distalne bifurkacije plućne arterije. 
Zatvaranje defekta interatrijalnog septuma se izvodi tokom kratkog perioda cirkulatornog arresta u dubokoj hipotermiji.

## Prognoza
Preživljenje nakon operacije po Senning/Mustardu je 25 godina u 75-80% slučajeva. 
Dvadesetogodišnje preživljenje nakon Rastelli operacije je samo 50-60%, iako su aktualna istraživanja ohrabrujuća. 
Posle Jatene operacije nakon 15 godina je živo oko 90% bolesnika.

## Spoljašnje veze
|  | Molimo Vas, obratite pažnju na važno upozorenje u vezi sa temama iz oblasti medicine (zdravlja). |